# Hafnerhaus (Enns)

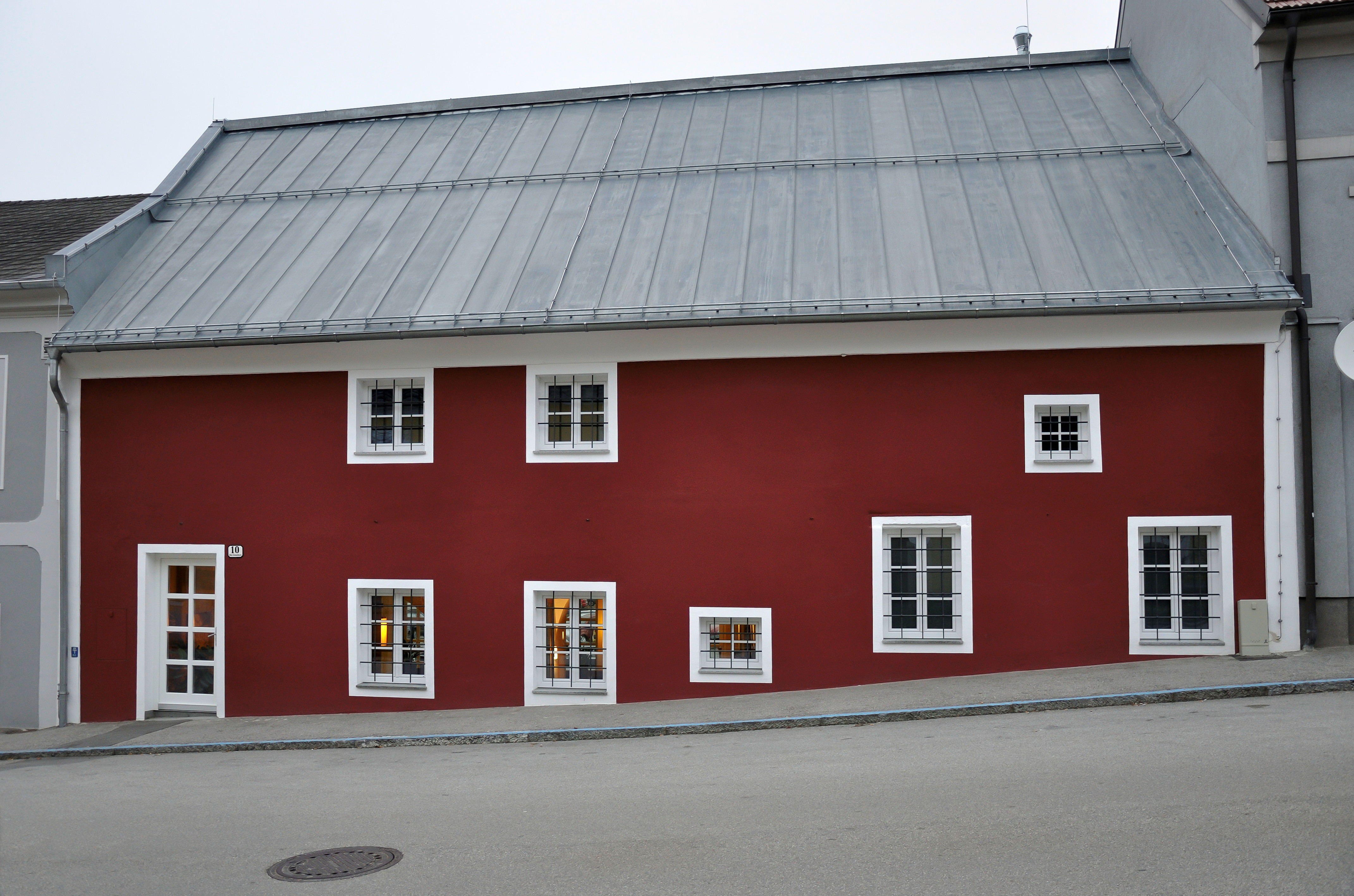
Hafnerhaus (Baudenkmal und ehemalige Mikwe)

Das Hafnerhaus ist ein denkmalgeschütztes Wohn- und Geschäftshaus in der oberösterreichischen Stadt Enns (Listeneintrag), seine Adresse ist Alter Schmidberg 10.

## Geschichte
Im Gebäude befand sich im Mittelalter die Mikwe, also das rituelle Bad der mittelalterlichen jüdischen Gemeinde in Enns. Das Jahr der Entstehung der Mikwe ist unbekannt. Sie wurde außerhalb der Stadtmauer in einem Vorstadtgebäude errichtet, das am Fuße des Stadtberges lag, wo der Grundwasserfluss leicht erreichbar war.
1426 wurde sie erstmals urkundlich erwähnt, einige Jahre nach der Vertreibung der Juden aus Enns 1420/21 im Zuge der Wiener Geserah. Herzog Albrecht V. verschenkte das Tuckhaus, „wo weilent der juden daselbs gewesen sind“, an das Ennser Spital. Bis weit in das 16. Jahrhundert wurde das Gebäude in den Quellen als Tuckhaus bezeichnet.
2010 wurde das Haus generalsaniert, heute befindet sich dort unter anderem eine Galerie und Veranstaltungsräume.